# Tour de Yorkshire féminin 2017
La 3e édition du Tour de Yorkshire féminin a lieu le 29 avril 2017. La course fait partie du calendrier international féminin UCI 2017 en catégorie 1.1. Elle est remportée par la Britannique Elizabeth Deignan.

## Parcours
Le circuit, identique à celui de la deuxième étape du tour masculin, est long de 122,5 et compte pour principale difficulté la côte de Lofthouse au kilomètre soixante,.

## Équipes
| Équipes féminines professionnelles (12)- Alé Cipollini Galassia - BePink Cogeas - Boels Dolmans - Canyon-SRAM - Cylance Pro Cycling - Drops - FDJ-Nouvelle Aquitaine-Futuroscope - Hitec Products - Lares-Waowdeals Women Cycling Team - Sunweb - Wiggle High5 - Team WNT Équipe féminines amateur (6)- Ford Ecoboost - Fusion RT - Jadan Weldtite - Storey - Sunsport velo - NCC Group-Kuota-Torelli |
| |

## Récit de la course
Après le premier sprint intermédiaire, Chantal Blaak place une attaque. Elle est suivie par cinq autres coureuses. Elles sont cependant immédiatement reprise. Amy Pieters place un contre mais sans succès. Au kilomètre trente, Silvia Valsecchi part et compte jusqu'à quarante secondes d'avance mais le peloton finit par la reprendre. Chantal Blaak et Amy Pieters tentent ensuite à plusieurs reprises de former une échappée. Leurs essais sont couronnés de succès au kilomètre quarante-quatre. Le groupe est constitué de Sheyla Gutierrez, Danielle King, Amy Pieters, Claudia Lichtenberg, Juliette Labous, Rozanne Slik, Barbara Guarischi, Anna Trevisi, Roxane Knetemann et Saartje Vandenbroucke. Il compte une minute-vingt d'avance au pied de la difficile côte de Lofthouse. Elizabeth Deignan et Anna van der Breggen y réalise la jonction avec le groupe de tête. Celui-ci perd des éléments. Elles sont huit en tête : Deignan, van der Breggen, Pieters, King, Labous, Knetemann, Slik et Lichtenberg. À cinquante kilomètres de la fin, Elizabeth Deignan attaque de nouveau dans une ascension. Elle emmène van der Breggen et Danielle King. À quarante-six kilomètres de l'arrivée, le trio compte deux minutes d'avance sur ses poursuivants. Derrière, la formation Sunweb mène la chasse. La Néerlandaise effectue la plupart des relais dans l'échappée tandis que Elizabeth Deignan tente de décramponner Danielle King. Anna van der Breggen se retrouve lâchée mais revient par la suite. À quatorze kilomètres de l'arrivée, dans la côte de Clint, Elizabeth Deignan accélère de nouveau et parvient à partir seule. Elle s'impose à domicile avec cinquante-cinq secondes d'avance sur les poursuivantes. Le peloton revient fort sur la fin et c'est Coryn Rivera qui règle le sprint pour la deuxième place. Giorgia Bronzini complète le podium,.

## Classements

### Classement final
| \| Classement général \| Classement général \| Classement général \| Classement général \| Classement général \| \| Coureuse \| Coureuse \| Pays \| Équipe \| Temps \| \| ------------------ \| ------------------ \| ------------------ \| ---------------------------------- \| ------------------ \| \| 1re \| Lizzie Deignan \| Royaume-Uni \| Boels Dolmans \| 3 h 09 min 36 s \| \| 2e \| Coryn Rivera \| États-Unis \| Sunweb \| + 55 s \| \| 3e \| Giorgia Bronzini \| Italie \| Wiggle High5 \| + 55 s \| \| 4e \| Amy Pieters \| Pays-Bas \| Boels Dolmans \| + 55 s \| \| 5e \| Hannah Barnes \| Royaume-Uni \| Canyon-SRAM Racing \| + 55 s \| \| 6e \| Katrine Aalerud \| Norvège \| Hitec Products \| + 59 s \| \| 7e \| Sheyla Gutiérrez \| Espagne \| Cylance \| + 59 s \| \| 8e \| Shara Gillow \| Australie \| FDJ-Nouvelle Aquitaine-Futuroscope \| + 59 s \| \| 9e \| Roxane Knetemann \| Pays-Bas \| FDJ-Nouvelle Aquitaine-Futuroscope \| + 59 s \| \| 10e \| Danielle King \| Royaume-Uni \| Cylance \| + 59 s \| |                  |             |                                    |                 |
| |                  |             |                                    |                 |
| Source : ProCyclingStats |                  |             |                                    |                 |
| Classement général |                  |             |                                    |                 |
| Coureuse | Coureuse         | Pays        | Équipe                             | Temps           |
| 1re | Lizzie Deignan   | Royaume-Uni | Boels Dolmans                      | 3 h 09 min 36 s |
| 2e | Coryn Rivera     | États-Unis  | Sunweb                             | + 55 s          |
| 3e | Giorgia Bronzini | Italie      | Wiggle High5                       | + 55 s          |
| 4e | Amy Pieters      | Pays-Bas    | Boels Dolmans                      | + 55 s          |
| 5e | Hannah Barnes    | Royaume-Uni | Canyon-SRAM Racing                 | + 55 s          |
| 6e | Katrine Aalerud  | Norvège     | Hitec Products                     | + 59 s          |
| 7e | Sheyla Gutiérrez | Espagne     | Cylance                            | + 59 s          |
| 8e | Shara Gillow     | Australie   | FDJ-Nouvelle Aquitaine-Futuroscope | + 59 s          |
| 9e | Roxane Knetemann | Pays-Bas    | FDJ-Nouvelle Aquitaine-Futuroscope | + 59 s          |
| 10e | Danielle King    | Royaume-Uni | Cylance                            | + 59 s          |

### Points UCI
| Position,          | 1er | 2e | 3e | 4e | 5e | 6e | 7e | 8e | 9e | 10e | 11e | 12e | 13e | 14e | 15e | 16e | 17e | 18e |
| Classement général | 80  | 60 | 45 | 35 | 30 | 25 | 21 | 18 | 15 | 12  | 10  | 8   | 6   | 5   | 4   | 3   | 2   | 1   |

## Organisation
La course est organisée par ASO.